# Zone de nature sauvage
Une zone de nature sauvage (en anglais Wilderness area) est un type d'espace naturel, parfois protégé qui renvoie à un statut de nature pristine, où l'influence humaine est minime. En tant qu'aire protégée il s'agit d'une catégorie définie par l'Union internationale pour la conservation de la nature (UICN) comme une zone à un haut niveau de naturalité. Dans certains pays, cette naturalité est garantie par la loi, avec l’interdiction du développement des activités humaines. 
L'UICN a publié son point de vue sur la protection, la gouvernance et la gestion des espaces sauvages, Aires protégées en milieu sauvage : Lignes directrices pour la gestion des aires protégées de catégorie 1b de l'UICN.

## Catégorisation par pays

### Australie
En Australie-Occidentale une zone de nature sauvage est une zone dont la qualité de la nature sauvage est de 12 ou plus et qui atteint un seuil de taille minimale de 8 000 hectares dans les zones tempérées ou de 20 000 hectares dans les zones arides et tropicales. Une zone de nature sauvage est inscrite au journal officiel en vertu de l'article 62 (1) (a) de la Conservation and Land Management Act 1984 par le ministre sur toute terre dévolue à la Commission de conservation de l'Australie-Occidentale. 

### États-Unis
Aux États-Unis, une zone de nature sauvage est une zone de terres fédérales mise de côté par un acte du Congrès. Les activités humaines dans les zones sauvages sont limitées à l'étude scientifique et aux loisirs non mécanisés ; les chevaux sont autorisés, mais pas les véhicules motorisés et l'équipement.

### Finlande
Il existe douze zones de nature sauvage dans la région d'origine sami du nord de la Laponie finlandaise. Elles visent à la fois à préserver le caractère sauvage des zones et à améliorer les moyens de subsistance traditionnels du peuple sami. Cela signifie, par exemple, que l'élevage de rennes, la chasse et la prise de bois à des fins domestiques sont autorisés. Comme la population est très clairsemée, ce n'est généralement pas une grande menace pour la nature. L'élevage de rennes à grande échelle a une influence sur l'écosystème, mais aucun changement n'est introduit par la loi sur les zones sauvages. La Commission mondiale des aires protégées (CMAP) classe ces zones comme « VI Aire protégée avec utilisation durable des ressources naturelles ». 

### France
La France ne comprend aucune aire protégée de type Ib en 2021.
Cependant, en 2021, L'UICN publie une carte des « zones sauvages » réalisée par Adrien Guetté, géographe à l’Université d’Angers et Jonathan Carruthers-Jones de l’Université de Leeds (Royaume-Uni), que ces zones aient ou non un statut de protection.

### Nouvelle-Zélande
Il existe sept zones de nature sauvage en Nouvelle-Zélande, telles que définies par la loi sur les parcs nationaux de 1980 et la loi de conservation de 1987, qui correspondent bien à la définition de l'UICN. Les zones de nature sauvage ne peuvent faire l'objet d'aucune intervention humaine, et on ne peut y réintroduire des espèces indigènes seulement si elles sont compatibles avec les stratégies de gestion de la conservation.